# Всесвітня виставка 1867

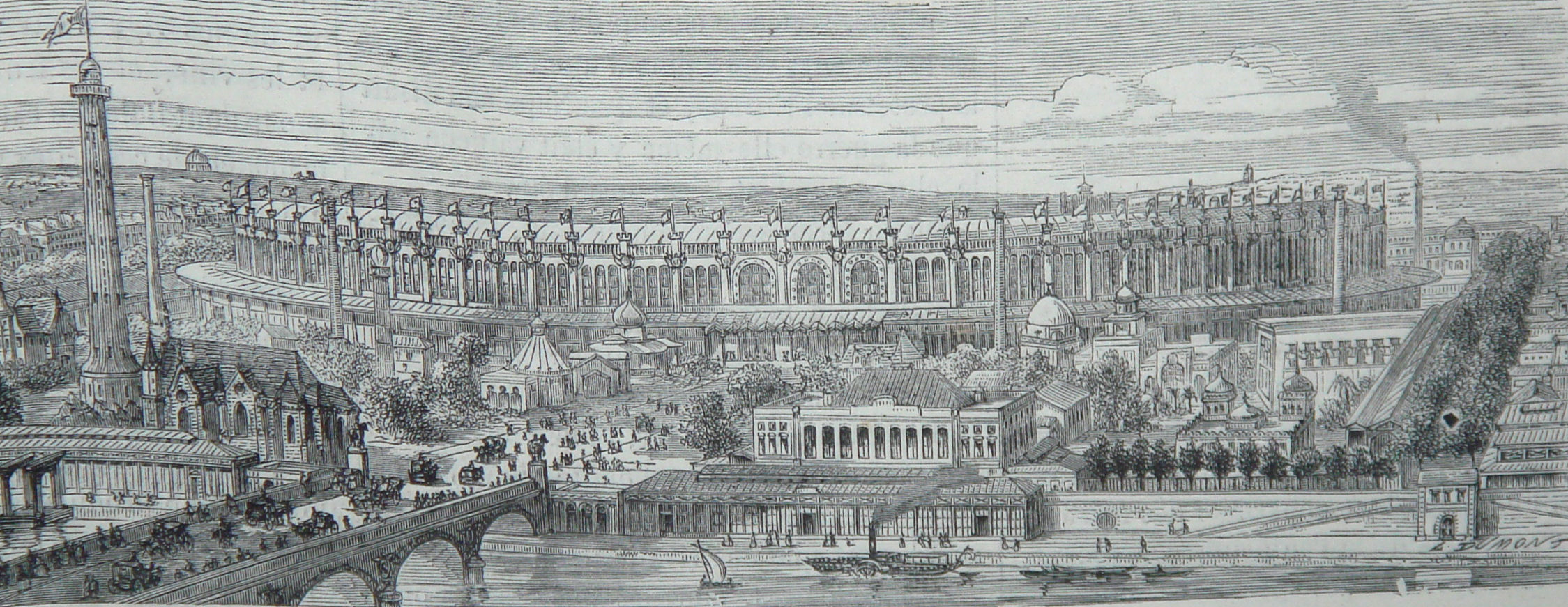
Всесвітня виставка 1867 року.

Всесвітня виставка 1867 року (фр. Exposition Universelle), або Всесвітня виставка мистецтва та промисловості (фр. Exposition universelle d'Art et d'industrie) — відбувалася з 1 квітня по 3 листопада 1867 року в Парижі на Марсовому полі. На ній було представлено 41 країну та відвідало її понад 10 мільйонів глядачів, у тому числі російський імператор Олександр II та багато інших коронованих осіб.

## Приготування

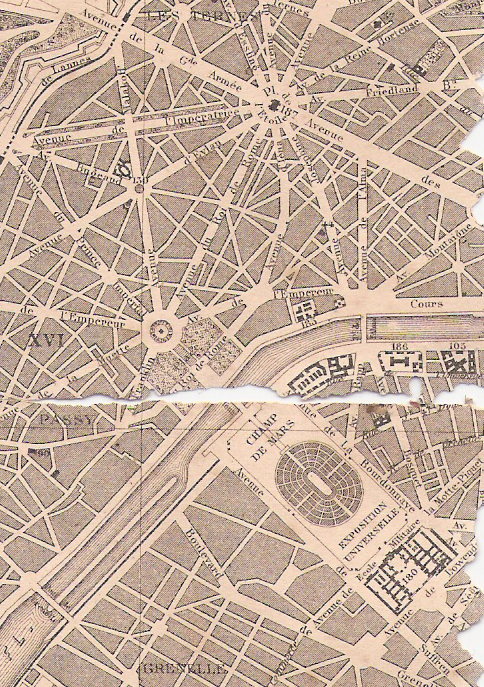
План-карта місця забудови та проведення виставки

Щойно завершилась Велика перебудова Парижа. Всесвітня виставка, відповідно, стала кульмінацією перетворень Другої імперії і тріумфом лібералізму Сен-Сімона.
У 1864 році імператор Наполеон III вирішив, що наступна Всесвітня виставка пройде в Парижі у 1867 році. Фінансування організації та проведення виставки було покладено на державу, муніципалітети та прямі інвестиції.
Для того, щоб організувати виставку імператор Наполеон III зібрав комісію (фр. La Commission impériale), що складалась з провідних діячів економічного і політичного життя Другої імперії. Головування комісією було покладено на двох людей, що мали досвід у роботі над всесвітніми виставками — двоюрідного брата імператора принца Наполеона та інженера Фредеріка Ле Пле (фр. Frédéric Le Play).
Для місця проведення виставки було виділено 50 гектарів землі на Марсовому полі, та 20 гектарів на острові Біянкур.
Офіційним гімном виставки було обрано композицію Россіні L'Hymne à Napoléon III et à son vaillant peuple (Гімн Наполеону III та його доблесним людям).

## Будівництво виставкового парку

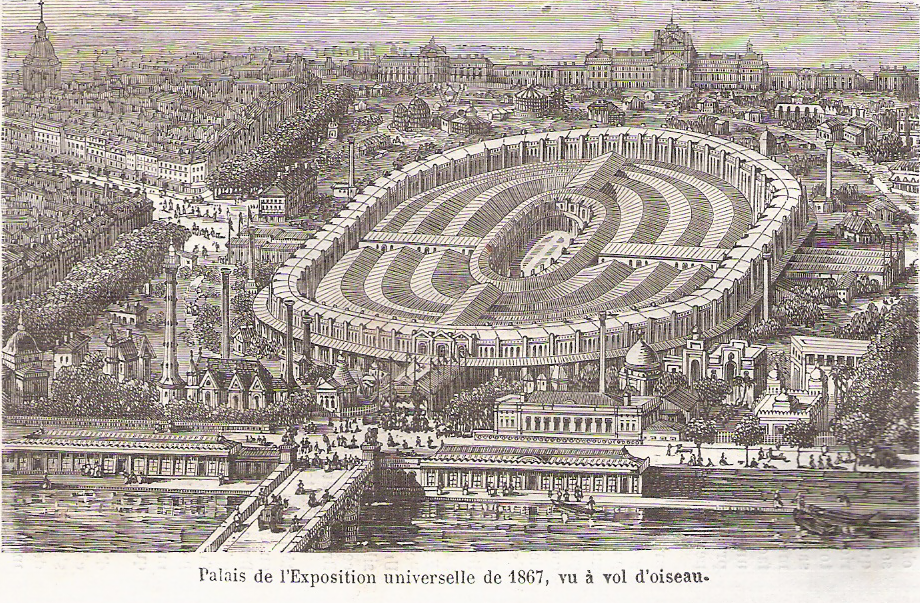
Виставковий палац займає майже усе Марсове поле

Під керівництвом інженера Жана-Батиста Кранца та архітектора Леопольда Харді, спеціально до виставки, усього за два роки, було збудовано овальну будівлю виставкового палацу довжиною 490 метрів та шириною 380 метрів. На будівництві було залучено понад 26 тисяч робітників.
У центрі був павільйон увінчаний куполом, та оточений садом, 166 метрів у довжину та 56 метрів у ширину, з шістьма тематичними виставковими залами (галереями), збудованими навколо нього. Крім того, на додачу до основної будівлі було збудовано близько сотні менших будівель для розміщення експозицій.
Для такого грандіозного будівництва необхідно було вирівняти поверхню та заповнити низини. Для цього було вирівняно горб Трокадеро, а землю, яку було вилучено, використали для побудови парку на Марсовому полі.
Щоб полегшити доставку матеріалів та доїзд відвідувачів поряд із Марсовим полем було відкрито залізничну станцію.
Густаву Ейфелю було доручено будівництво галереї машин.

## Виставка

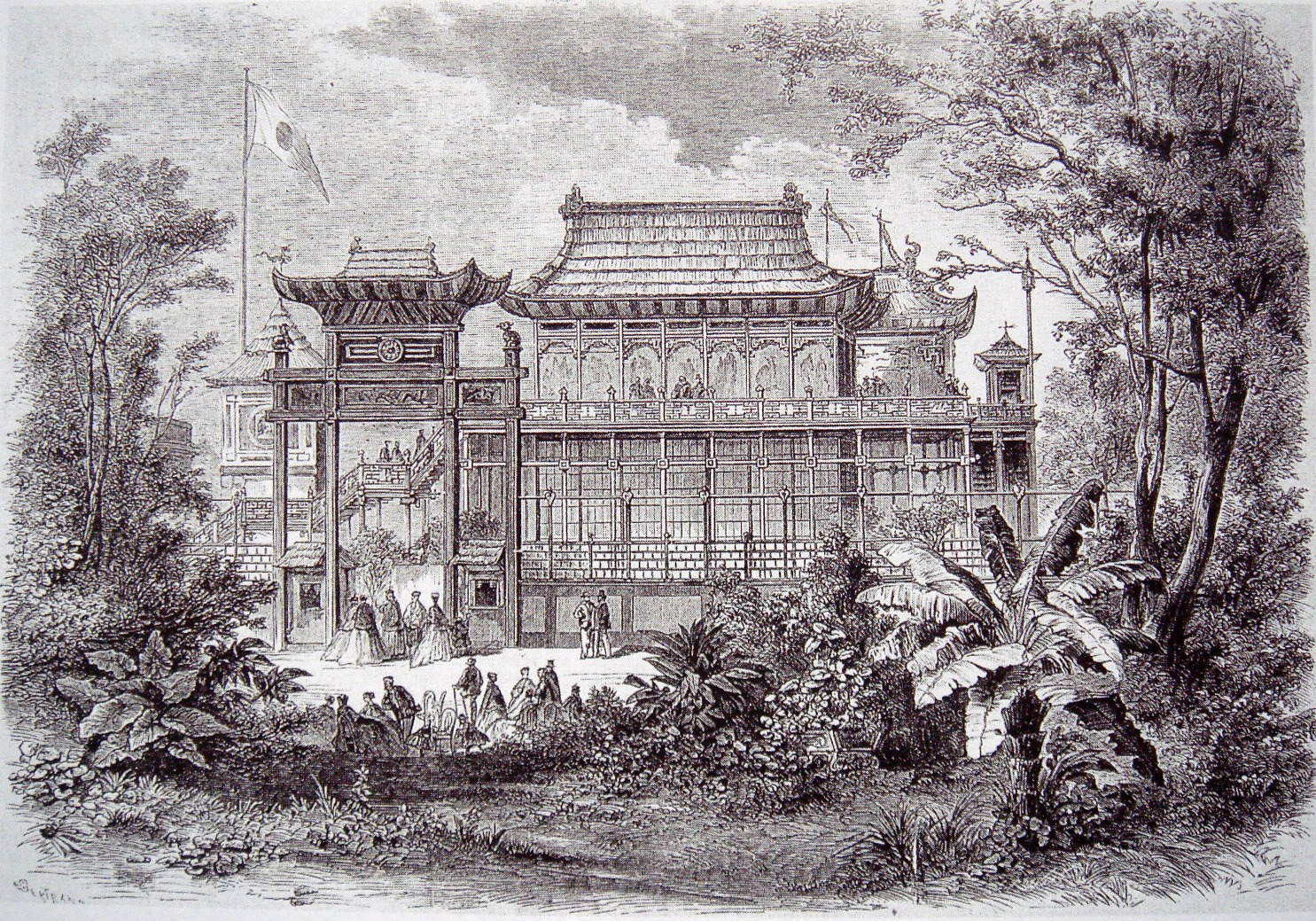
Павільйон Китаю

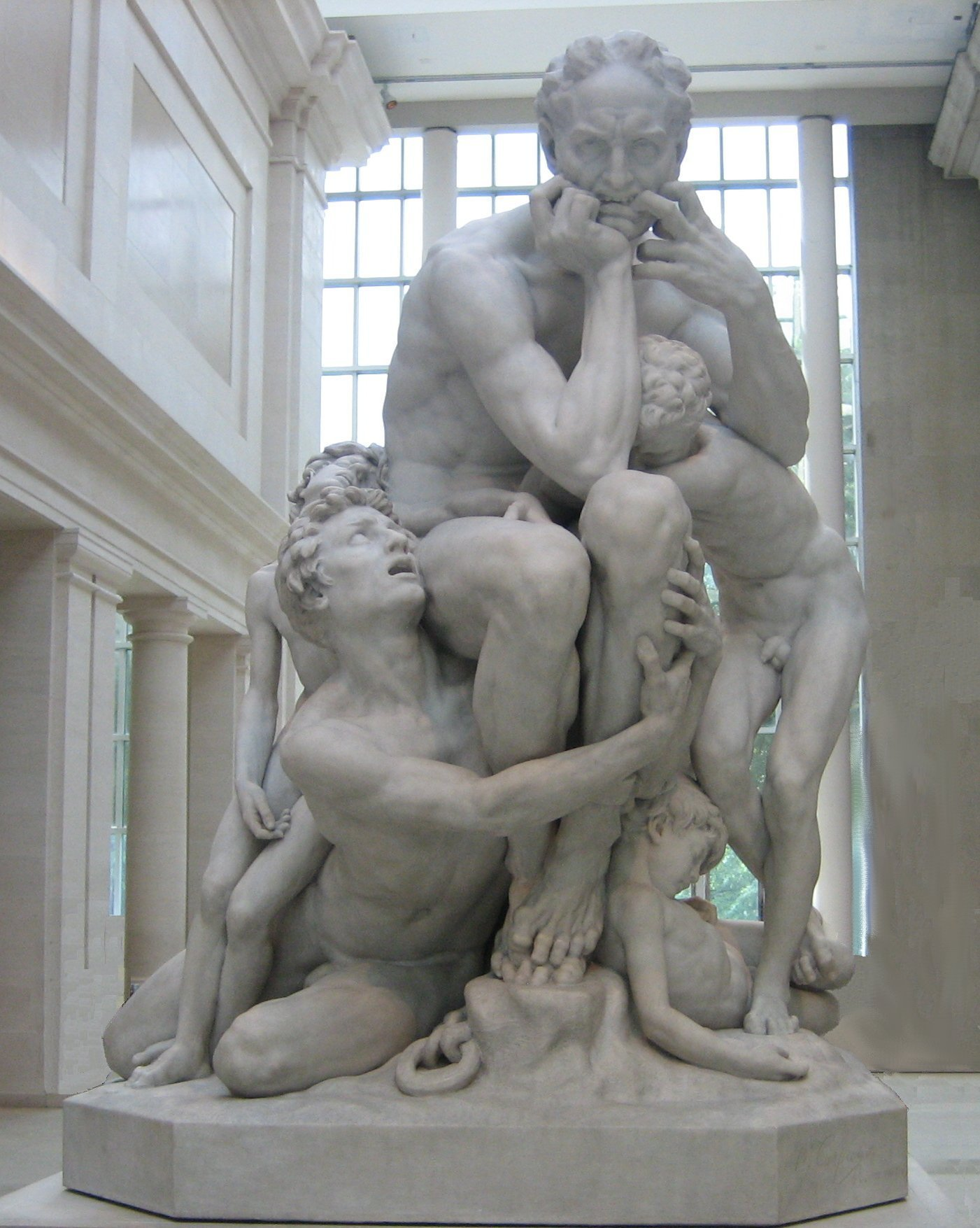
Уголіно і його сини

Фредерік Ле Пле був автором ідеї побудованого для виставки музею праці, метою якого було показати розвиток промисловості. Спеціальний розділ музею, був присвячений покращенню «морального та матеріального становища працівників» у якому було представлено товари для дому.
Фотографа П'єра Петі (фр. Pierre Petit) було назначено офіційним фотографом виставки.
Гравер Юбер Понскарм (фр. Hubert Ponscarme) відповідав за розробку золотих, срібних та бронзових медалей, якими нагороджували переможців.
Скульптор Жан-Батист Карпо представив на виставці мармурову скульптуру Уголіно і його сини, яка в цей час виставлена у музеї Метрополітен в Нью-Йорку.
Вперше на виставці були представлені Французькі колонії. Марокко, Туніс, Алжир були представлені у центральному павільйоні мали власний комітет, журі і свої нагороди. Організаційний комітет виставки просив кожну колонію і країну-представника встановити екзотичну будівлю у національному стилі, що дозволило б відвідувачам ознайомитись ближче із особливістю країни, її національними надбаннями.
Починаючи з цієї виставки свої експозиції країни-учасниці почали розміщувати у спеціально побудованих ними національних павільйонах: на цій виставці відвідувачі змогли побачити тирольське село, російську хату, єгипетський караван-сарай, східний мінарет, турецькі лазні, китайський театр, англійський котедж, американське ранчо, голландську ферму, японський кіоск і реконструкцію римських катакомб. 
В галереї сировини було представлено новий міцний та легкий метал: алюміній.
Було продемонстровано технології переробки нафти та можливість її подальшого використання. 
Виставка дозволила єгиптологу Огюсту Маріетту представити широкому колу глядачів велику кількість єгипетських артефактів. Згодом більшість експонатів представлених на даній виставці стане головною окрасою музею в Гізі.
Американці Чарльз і Нортон Отіси (сини Еліші Отіса) представили розроблену батьком систему безпечного ліфту (систему затримки ліфту в шахті при обриванні канату).
Жозеф Гаво представив особливе фортепіано частина якого була зроблена із скла та дзеркал, що дозволяло спостерігати за роботою внутрішніх деталей і механізмів фортепіано під час гри на ньому.
Було представлено «скафандр» для перебування під водою.
На виставці було представлено безліч технічних новацій, які свідчили не тільки про нове застосування електрики — телеграфний апарат, електричні фари, підводний кабель; також були продемонстровані гідравлічний ліфт, шарикопідшипники, механічна тістомішалка та досконаліші землеробські знаряддя.
Загалом на виставці було представлено 50 226 експонатів. З яких 15 055 були з Франції і її колоній, 6 176 з Великої Британії та Ірландії, 703 з США. Кошти, що були витрачені на будівництво та утримання виставки становили $5 883 400, у той час як прибуток становив усього $2 822 900.

## Відвідувачі

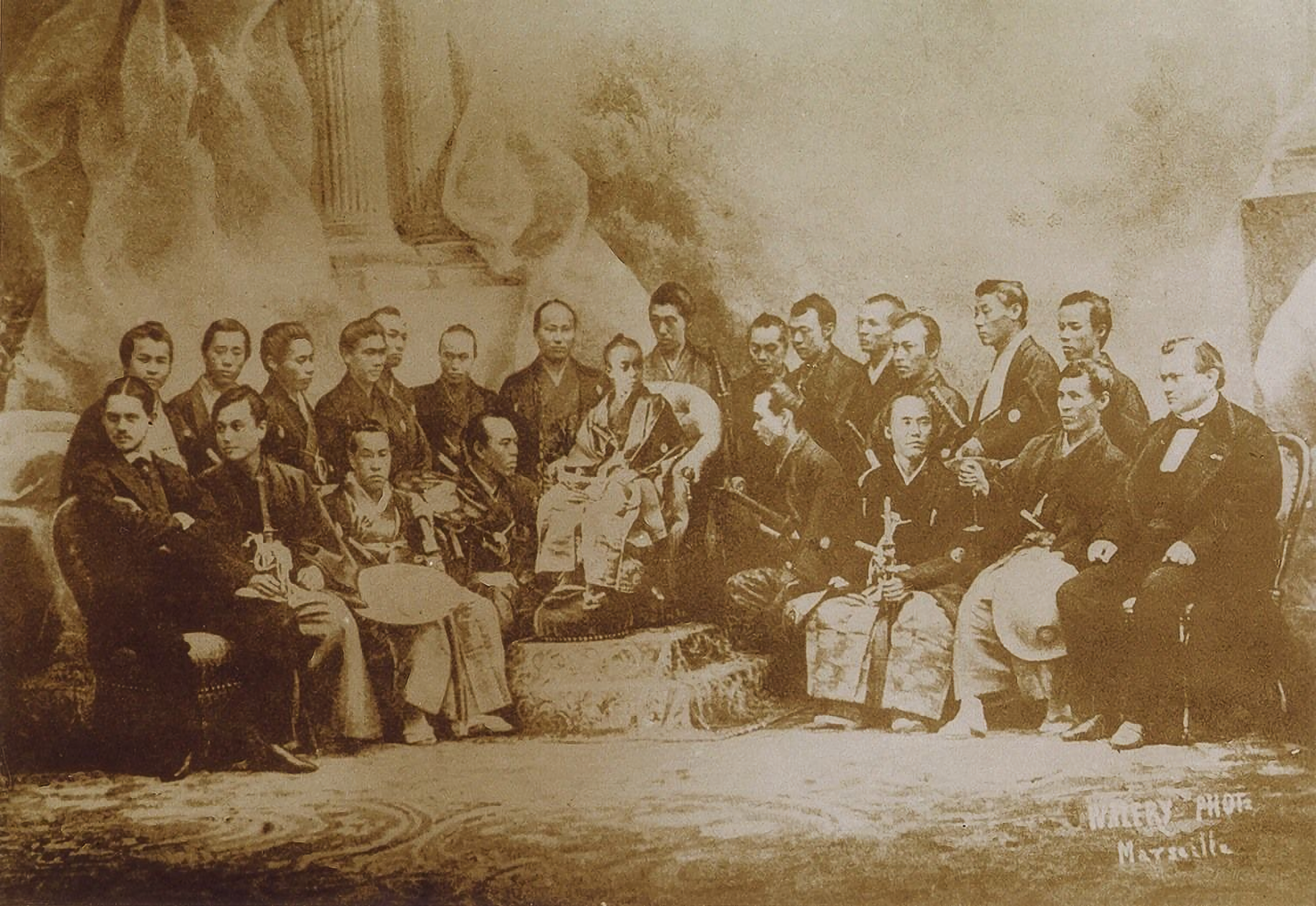
Японська делегація

Виставка була офіційно відкрита 1 квітня і закрита 3 листопада 1867. За весь період виставку відвідало понад 10 мільйонів осіб, включаючи учасників і співробітників. Серед почесних гостей відвідувачів виставки були:
- королева Португалії Марія Піа Савойська;
- принц шведський Оскар;
- король Бельгії Леопольд II з дружиною Марією Генрієттою;
- російський імператор Олександр II;
- султан Абдул-Азіз;
- принц Валлійський Едуард;
- король Баварії Людвіґ II;
- емір Абд аль-Кадір;
- принц Токуґава Акітаке, брат останнього сьоґуна Токуґави Йосінобу[4];
- Вільгельм III Прусський;
- Отто фон Бісмарк
- Гельмут фон Мольтке.

Король Бельгії Леопольд II з дружиною Марією Генрієттою
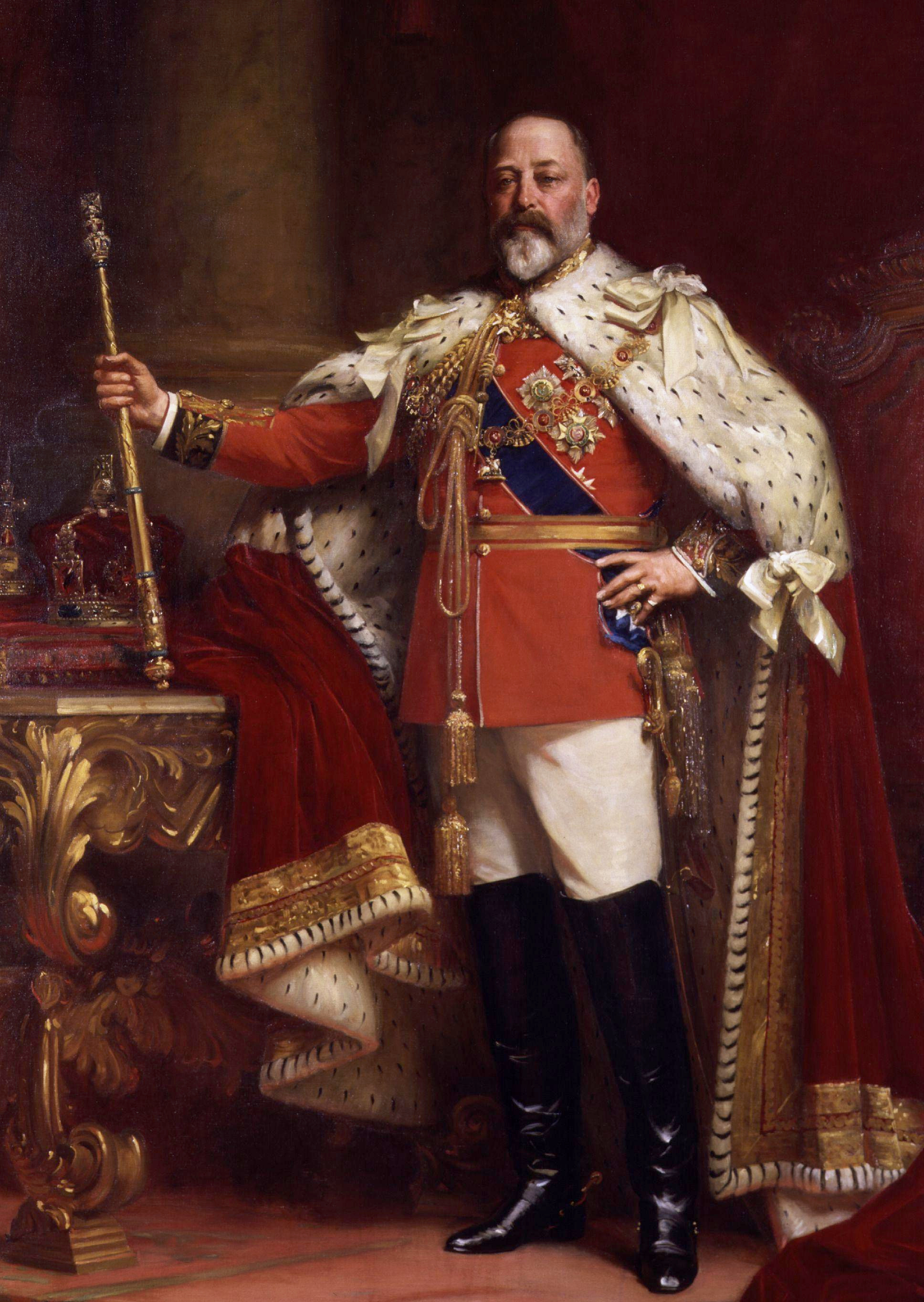
Принц Валлійський Едуард
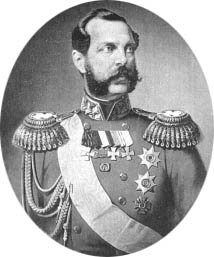
Російський імператор Олександр II
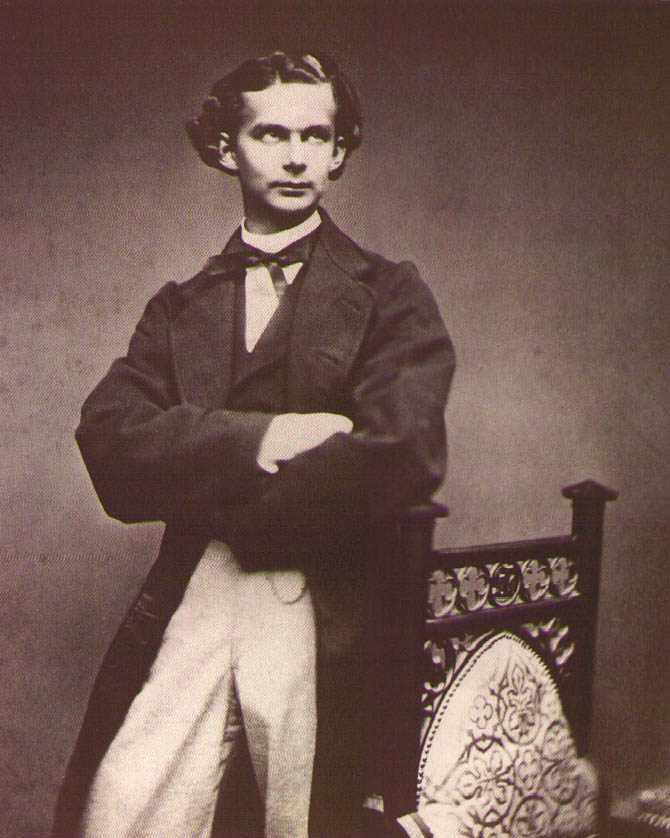
Король Баварії Людвіґ II
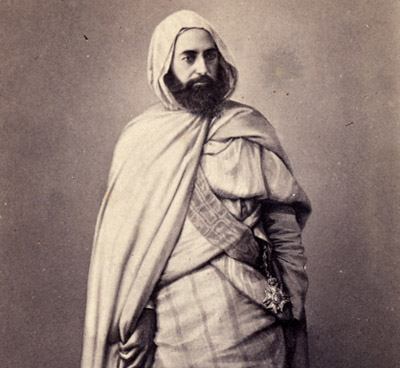
Емір Абд аль-Кадір
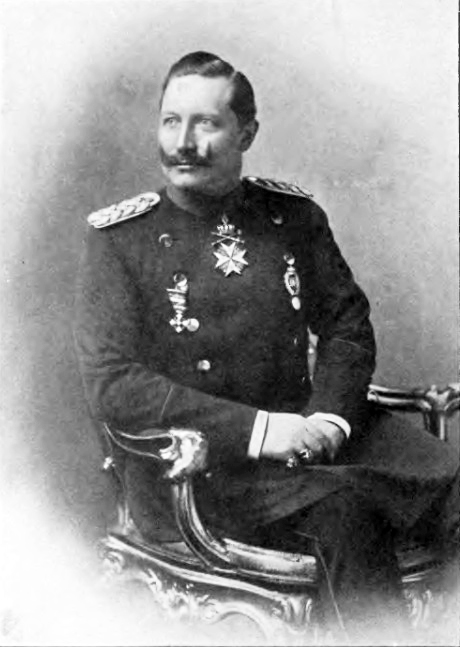
Вільгельм III прусський
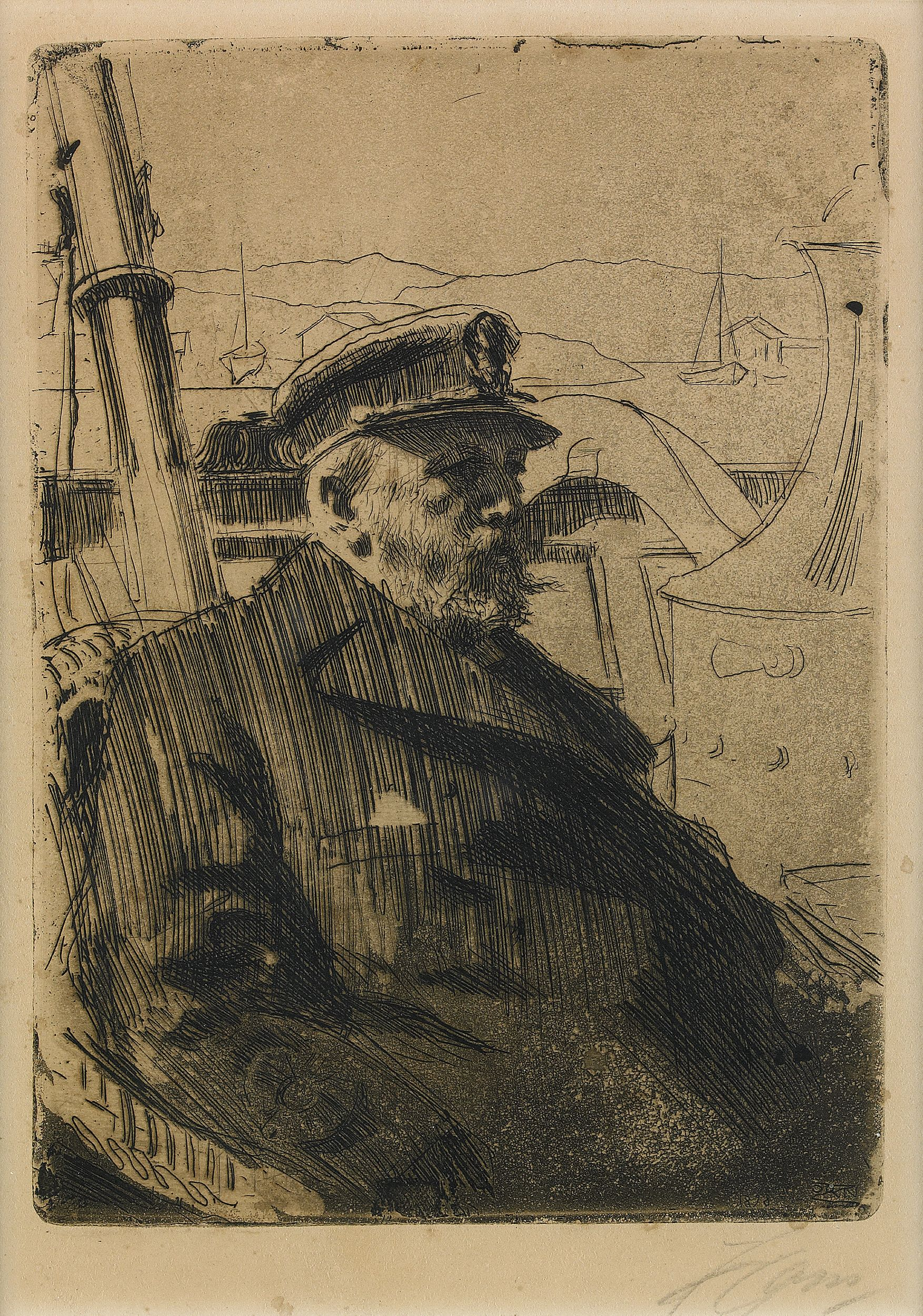
Принц шведський Оскар
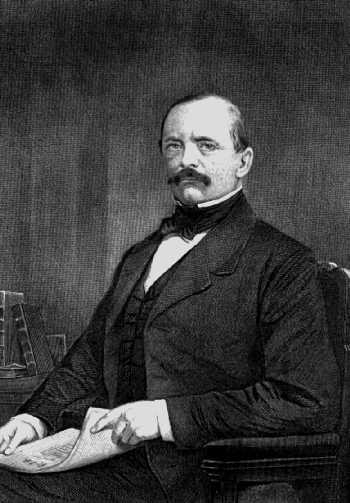
Отто фон Бісмарк
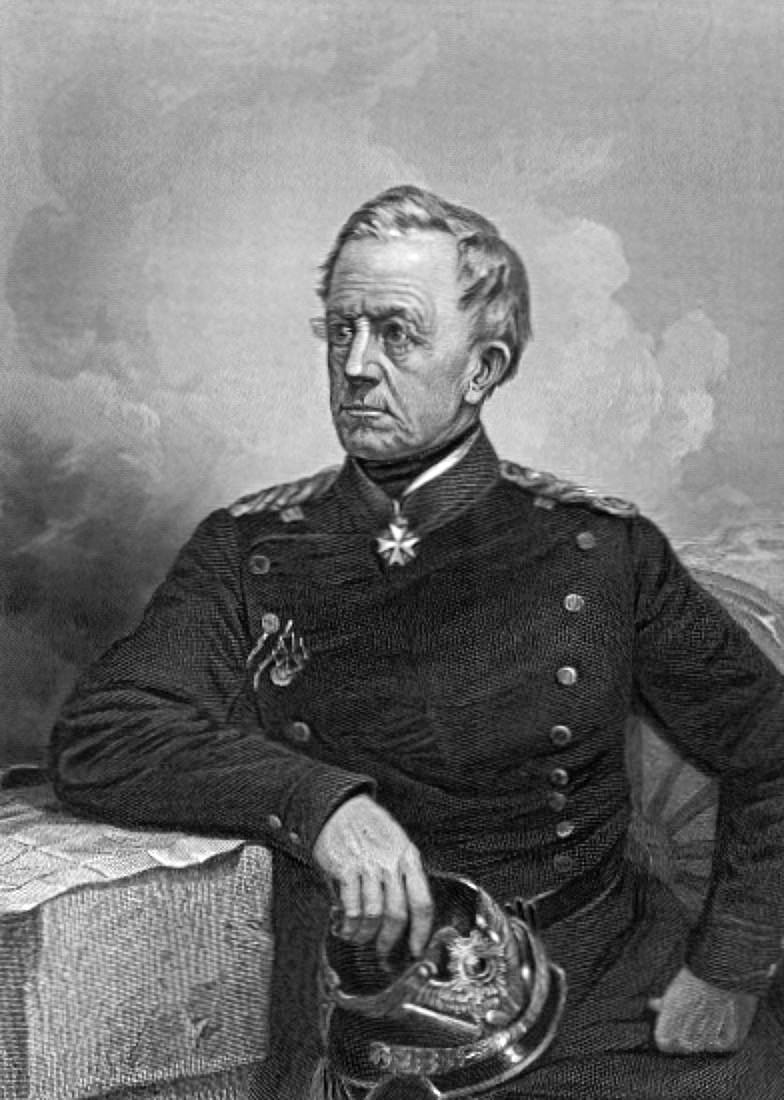
Гельмут фон Мольтке

## Вплив виставки

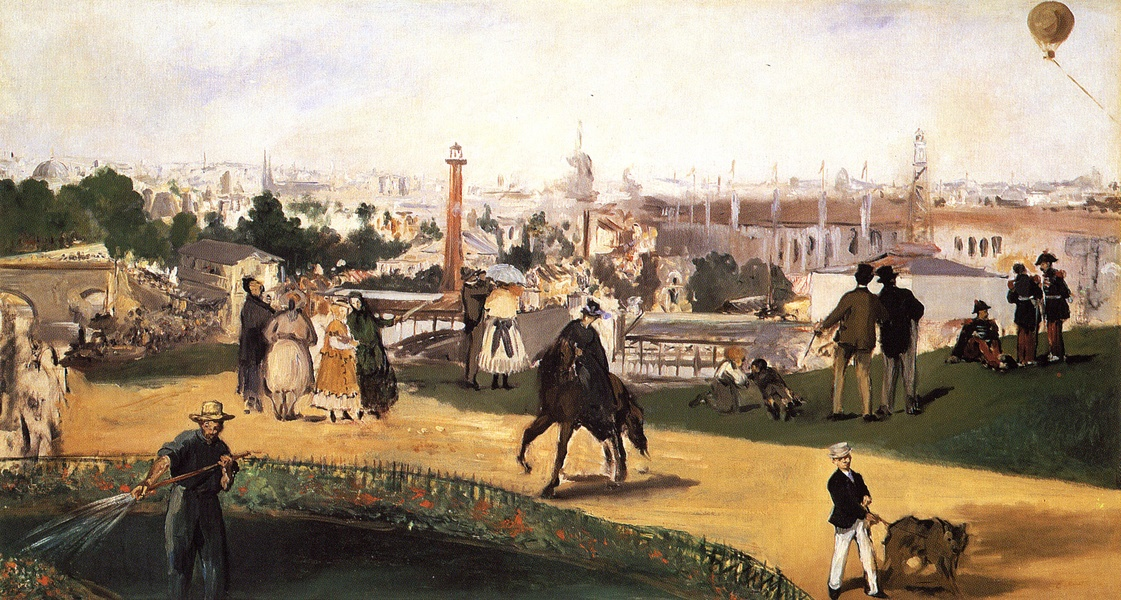
Всесвітня виставка на полотні Едуара Мане

Віктор Гюґо будучи у вигнанні написав передмову, яка служила введенням в керівництво для Всесвітньої виставки.
Жаком Оффенбахом було написано комічну оперу «Велика герцогиня Герольштейнська» по книзі Анрі Мельяка та Людовика Галеві.
Ганс Крістіан Андерсен, відомий письменник, був вражений національними павільйонами та майбутніми технологічними змінами. Натхнення письменника відобразилося у написаному ним, незабаром, творі «Дріада».
Жуль Верн був вражений гігантським акваріумом у якому було понад 800 видів риб, що описав побачене у книзі Двадцять тисяч льє під водою.
Вінсент ван Гог та інші сподвижники постімпресіонізму 19 століття, були вражені побаченими на виставці зразками японського мистецтва. Після чого почав розвиватися і набувати популярності японізм.

## Переможці

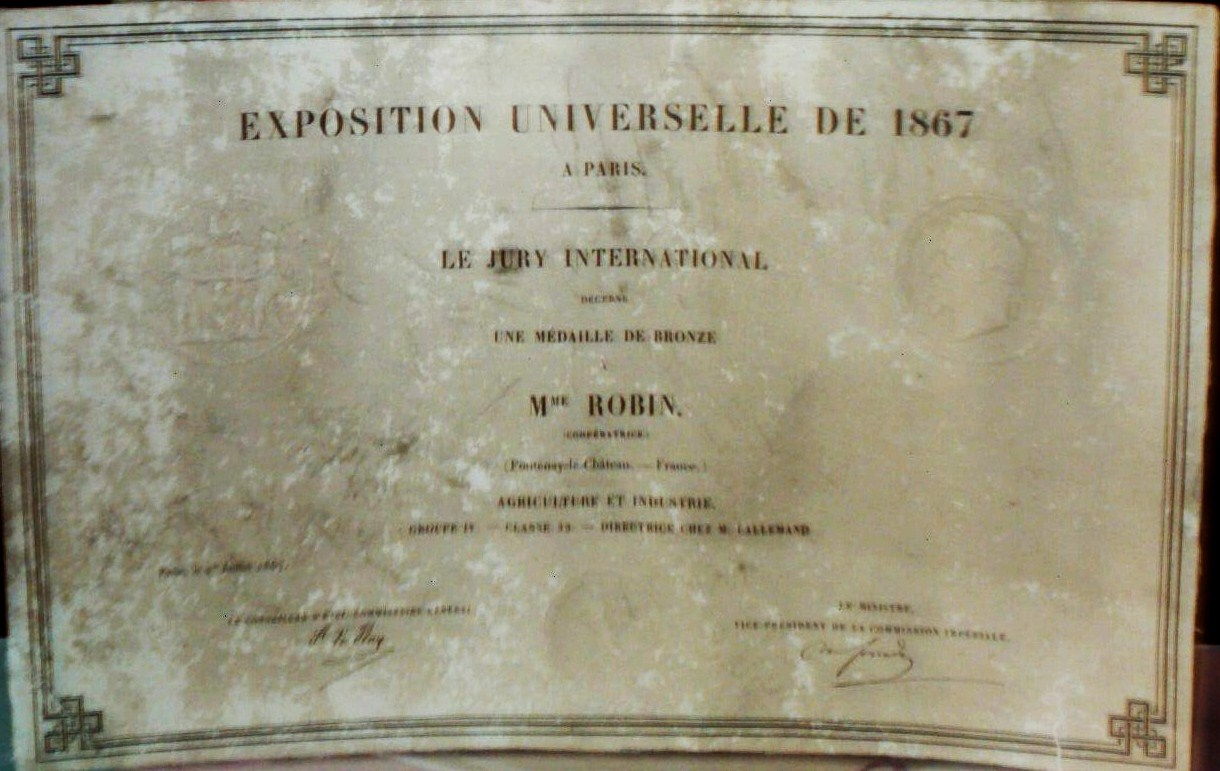
Диплом виставки за вишивку Фонтенуа-ле-Шато

- Золоті медалі: Баккара за дві вази і кришталевий семиметровий фонтан; дім «P.-H. Herz» за художньо досконале фортепіано; Château de Rayne-Vigneau за Сотерн; місто Сент-Емільйон за представлені на виставці зразки вин.
- Срібло: Жозеф Гаво за фортепіано, зі скляними елементами і дзеркалами.
- Бронза: компанія Latscha за вдосконалену технологію виробництва чавуну.